# Benoît Sokal
Benoît Sokal (28. června 1954, Brusel – 28. května 2021) byl belgický výtvarník, známý především svými komiksy a počítačovými hrami.

## Dílo

### Komiksy
- Inspektor Canardo (1979)
- Sanguine (1987)
- Silence, on Tue! (1990)
- Le Vieil Homme qui n'Écrivait Plus (1995)

### Počítačové hry
- Amerzone (1998)
- Syberia (2002)
- Syberia II (2003)
- Paradise (2006)
- Sinking Island (2007)
- Nikopol: Tajemství nesmrtelných (2008)
- Syberia 3 (2017)
- Syberia: The World Before (2022, posmrtně)